# Yeni Kızıltepe Spor Kulübü 2021-2022
Questa voce raccoglie le informazioni riguardanti lo Yeni Kızıltepe Spor Kulübü nelle competizioni ufficiali della stagione 2021-2022.

## Stagione
Lo Yeni Kızıltepe Spor Kulübü partecipa alla stagione 2021-22 senza alcuna denominazione sponsorizzata.
In Efeler Ligi ottiene un undicesimo posto, mentre in Coppa di Turchia si spinge fino ai quarti di finale.

## Organigramma societario
Area direttiva
- Presidente: Turgut Cevheroğlu

Area tecnica
- Allenatore: Mehmet Gürgen (fino a gennaio[3]), Mert Karatop (da gennaio[4])
- Allenatore in seconda: Selman Cevheroğlu
- Assistente allenatore: Servet Boran
- Scoutman: Onur Coşkun

## Rosa
| N° | Nome               | Ruolo | Data di nascita   | Nazionalità sportiva |
| -- | ------------------ | ----- | ----------------- | -------------------- |
| 1  | Caner Pekşen       | P     | 9 giugno 1987     | Turchia              |
| 2  | Ertan Debreli      | C     | 9 agosto 1992     | Turchia              |
| 3  | Hamdi Erkan        | S     | 19 luglio 1996    | Turchia              |
| 4  | Alperay Demirciler | L     | 1º febbraio 1993  | Turchia              |
| 6  | Batuhan Yurdagül   | L     | 5 febbraio 2001   | Turchia              |
| 7  | Görkem Yazgan      | P     | 3 giugno 1991     | Turchia              |
| 8  | Tunç Ayhan         | O     | 27 ottobre 1993   | Turchia              |
| 9  | Marko Bojić        | S     | 13 novembre 1988  | Montenegro           |
| 10 | Michał Filip       | O     | 31 agosto 1994    | Polonia              |
| 11 | İbrahim Emet       | C     | 15 gennaio 1986   | Turchia              |
| 12 | Abrahan Alfonso    | S     | 23 febbraio 1995  | Cuba                 |
| 13 | Ceng Cevheroğlu    | C     | 10 settembre 1992 | Turchia              |
| 17 | Kadir Uz           | S     | 23 luglio 1999    | Turchia              |
| 18 | Onur Kurt          | C     | 18 luglio 1992    | Turchia              |

## Statistiche

### Statistiche di squadra
| Competizione     | Punti | In casa | In casa | In casa | In trasferta | In trasferta | In trasferta | Totale | Totale | Totale |
| Competizione     | Punti | G       | V       | P       | G            | V            | P            | G      | V      | P      |
| ---------------- | ----- | ------- | ------- | ------- | ------------ | ------------ | ------------ | ------ | ------ | ------ |
| Efeler Ligi      | 26    | 13      | 6       | 7       | 13           | 2            | 11           | 26     | 8      | 18     |
| Coppa di Turchia | 4     | 0       | 0       | 0       | 1            | 0            | 1            | 4      | 1      | 3      |
| Totale           | -     | 13      | 6       | 7       | 14           | 2            | 12           | 30     | 9      | 21     |

G = partite giocate; V = partite vinte; P = partite perse

### Statistiche dei giocatori
| Giocatore     | Campionato | Campionato | Campionato | Campionato | Campionato | Coppa di Turchia | Coppa di Turchia | Coppa di Turchia | Coppa di Turchia | Coppa di Turchia | Totale | Totale | Totale | Totale | Totale |
| Giocatore     | P          | PT         | AV         | MV         | BV         | P                | PT               | AV               | MV               | BV               | P      | PT     | AV     | MV     | BV     |
| ------------- | ---------- | ---------- | ---------- | ---------- | ---------- | ---------------- | ---------------- | ---------------- | ---------------- | ---------------- | ------ | ------ | ------ | ------ | ------ |
| A. Alfonso    | 25         | 293        | 239        | 23         | 31         | 4                | 37               | 31               | 4                | 2                | 29     | 330    | 270    | 27     | 33     |
| T. Ayhan      | 14         | 8          | 8          | 0          | 0          | 3                | 0                | 0                | 0                | 0                | 17     | 8      | 8      | 0      | 0      |
| M. Bojić      | 25         | 298        | 247        | 25         | 26         | 4                | 50               | 43               | 3                | 4                | 29     | 348    | 290    | 28     | 30     |
| C. Cevheroğlu | 5          | 6          | 2          | 4          | 0          | 1                | 3                | 2                | 0                | 1                | 6      | 9      | 4      | 4      | 1      |
| E. Debreli    | 24         | 66         | 48         | 17         | 1          | 3                | 16               | 8                | 5                | 3                | 27     | 82     | 56     | 22     | 4      |
| A. Demirciler | 26         | 0          | 0          | 0          | 0          | 4                | 0                | 0                | 0                | 0                | 30     | 0      | 0      | 0      | 0      |
| İ. Emet       | 25         | 163        | 113        | 43         | 7          | 4                | 25               | 16               | 7                | 2                | 29     | 188    | 129    | 50     | 9      |
| H. Erkan      | 18         | 24         | 17         | 2          | 5          | 3                | 1                | 1                | 0                | 0                | 21     | 25     | 18     | 2      | 5      |
| M. Filip      | 25         | 487        | 416        | 45         | 26         | 4                | 76               | 62               | 11               | 3                | 29     | 563    | 478    | 56     | 29     |
| O. Kurt       | 21         | 68         | 45         | 18         | 5          | 2                | 1                | 0                | 1                | 0                | 23     | 69     | 45     | 19     | 5      |
| C. Pekşen     | 26         | 33         | 8          | 13         | 12         | 4                | 6                | 2                | 3                | 1                | 30     | 39     | 10     | 16     | 13     |
| K. Uz         | 11         | 24         | 21         | 2          | 1          | 1                | 0                | 0                | 0                | 0                | 12     | 24     | 21     | 2      | 1      |
| G. Yazgan     | 25         | 10         | 0          | 0          | 10         | 4                | 0                | 0                | 0                | 0                | 29     | 10     | 0      | 0      | 10     |
| B. Yurdagül   | 9          | 0          | 0          | 0          | 0          | 1                | 0                | 0                | 0                | 0                | 10     | 0      | 0      | 0      | 0      |

P = presenze; PT = punti totali; AV = attacchi vincenti; MV = muri vincenti; BV = battute vincenti